# Oude watertoren (Almkerk)
De oude watertoren van de Nederlandse plaats Almkerk was een ontwerp van Hendrik Sangster. De toren leek veel op de watertoren van Gilze. Beide watertorens waren voor hetzelfde drinkwaterleidingsbedrijf, Waterleiding Maatschappij Noord-West-Brabant, ontworpen. De torens van Almkerk en Gilze waren vierkant, met volledig uit baksteen opgebouwde buitenmuren met in het midden ervan een hoog verticaal raam. De hoogte van de watertoren van Almkerk bedroeg 43,30 m; het reservoir bevatte tot 500 m³ drinkwater. De toren had een achtkantig puntdak.
De toren werd door Duitse troepen op 30 april 1945 opgeblazen, slechts enkele dagen voor de capitulatie van Duitsland. Na de bevrijding van Nederland werd de toren vervangen door de huidige watertoren.